# エディーズ・ファースト
エディーズ・ファースト（Eddy Huntington）は、1980年代ユーロビートを代表するイギリスのポップ歌手のひとりである。

## 概要
プロデュースはポール・レカキスの"Boom Boom (Let's Go Back to My Room)"を大ヒットさせたソングライター・チーム、Miki ChieregatoとRoberto Turatti。

## アルバム
- Bang Bang Baby (1989)

## シングル
- "U.S.S.R." (1986)
- "Up & Down" (1987)
- "Meet My Friend" (1987)
- "Physical Attraction" (1989)
- "May Day" (1988)
- "Bang Bang Baby" (1988)
- "Shock in My Heart" (1989)
- "Hey Senorita" (1990)
- "Future Brain" (Cyber Mix) (1997)
- "USSR 2003" with Beatbone (2003)
- "Love for Russia" (2009)
- "Honey Honey" (2011)
- "Rainy Day in May" (2013)